# Stachys mexicana
Stachys mexicana är en kransblommig växtart som beskrevs av George Bentham. Stachys mexicana ingår i släktet syskor, och familjen kransblommiga växter. Inga underarter finns listade i Catalogue of Life.